# العلاقات الأمريكية السلوفاكية
العلاقات الأمريكية السلوفاكية هي العلاقات الثنائية التي تجمع بين الولايات المتحدة وسلوفاكيا.

## مقارنة بين البلدين
هذه مقارنة عامة ومرجعية للدولتين:
| وجه المقارنة                                              | الولايات المتحدة                                                                                                  | سلوفاكيا                                                       |
| --------------------------------------------------------- | --- | -------------------------------------------------------------- |
| المساحة (كم2)                                             | 9.83 مليون | 49.03 ألف                                                      |
| عدد السكان (نسمة)                                         | 311.58 مليون | 5.44 مليون                                                     |
| الكثافة السكانية (ن./كم²)                                 | 31.7 | 110.95                                                         |
| العاصمة                                                   | واشنطن العاصمة | براتيسلافا                                                     |
| اللغة الرسمية                                             | لغة إنجليزية | اللغة السلوفاكية                                               |
| العملة                                                    | دولار أمريكي | كرونة سلوفاكية، يورو                                           |
| الناتج المحلي الإجمالي (بليون دولار)                      | 19.39 تريليون | 95.77 مليار                                                    |
| الناتج المحلي الإجمالي (تعادل القوة الشرائية) بليون دولار | 18.04 تريليون | 162.34 مليار                                                   |
| الناتج المحلي الإجمالي الاسمي للفرد دولار أمريكي          | 56.12 ألف | 16.09 ألف                                                      |
| الناتج المحلي الإجمالي للفرد دولار أمريكي                 | 54.63 ألف | 30.46 ألف                                                      |
| مؤشر التنمية البشرية                                      | 0.920 | 0.844                                                          |
| رمز المكالمات الدولي                                      | +1 | +421                                                           |
| رمز الإنترنت                                              | .us، حكومة، .mil، Edu.                                                                                            | .sk                                                            |
| المنطقة الزمنية                                           | توقيت ساموا الأمريكية، توقيت أطلنطي موحد، منطقة زمنية وسطى، توقيت ألاسكا ‏، المنطقة الزمنية الجبلية، توقيت تشامرو ‏ | توقيت وسط أوروبا، ت ع م+01:00، ت ع م+02:00، أوروبا/براتيسلافا ‏ |

## مدن متوأمة
في ما يلي قائمة باتفاقيات التوأمة بين مدن أمريكية وسلوفاكية:
- ترتبط بورتلاند مع براتيسلافا باتفاقية توأمة.
- ترتبط بيتسبرغ مع بريشوف باتفاقية توأمة.
- ترتبط موبيل مع كوشيتسه باتفاقية توأمة.
- ترتبط تشارلستون مع بانسكا بيستريتسا باتفاقية توأمة.
- ترتبط نابرفيل مع نيترا باتفاقية توأمة.
- ترتبط أشتابولا مع برديوف باتفاقية توأمة.
- ترتبط كليفلاند مع براتيسلافا باتفاقية توأمة منذ 1975.

## منظمات دولية مشتركة
يشترك البلدان في عضوية مجموعة من المنظمات الدولية، منها:
| علم المنظمة | اسم المنظمة                               | تاريخ انضمام الولايات المتحدة | تاريخ انضمام سلوفاكيا |
| ----------- | ----------------------------------------- | ----------------------------- | --------------------- |
|             | وكالة ضمان الاستثمار متعدد الأطراف        | 12 أبريل 1988                 | 1993                  |
|             | الوكالة الدولية للطاقة                    | ?                             | ?                     |
|             | الاتحاد الدولي للاتصالات                  | 1 يوليو 1908                  | 23 فبراير 1993        |
|             | يونسكو                                    | 4 نوفمبر 1946                 | 9 فبراير 1993         |
|             | الأمم المتحدة                             | 24 أكتوبر 1945                | 19 يناير 1993         |
|             | مؤسسة التمويل الدولية                     | 20 يوليو 1956                 | 1993                  |
|             | منظمة الشرطة الجنائية الدولية             | ?                             | ?                     |
|             | مركز تنسيق الحركة في أوروبا ‏              | ?                             | ?                     |
|             | الاتحاد البريدي العالمي                   | ?                             | ?                     |
|             | منظمة حظر الأسلحة الكيميائية              | ?                             | ?                     |
|             | اتفاقية السماوات المفتوحة                 | ?                             | ?                     |
|             | منظمة التجارة العالمية                    | ?                             | ?                     |
|             | منظمة الأمن والتعاون في أوروبا            | 25 يونيو 1973                 | 1993                  |
|             | مجموعة الموردين النوويين                  | ?                             | ?                     |
|             | منظمة التعاون الاقتصادي والتنمية          | ?                             | ?                     |
|             | المركز الدولي لتسوية المنازعات الاستشارية | 14 أكتوبر 1966                | 26 يونيو 1994         |
|             | البنك الدولي للإنشاء والتعمير             | 27 ديسمبر 1945                | 1993                  |
|             | مؤسسة التنمية الدولية                     | 24 سبتمبر 1960                | 1993                  |
|             | حلف شمال الأطلسي                          | 4 أبريل 1949                  | 29 مارس 2004          |
|             | الفريق المعني برصد الأرض                  | ?                             | ?                     |
|             | مجموعة أستراليا                           | 1985                          | 1994                  |

## أعلام
هذه قائمة لبعض الشخصيات التي تربطها علاقات بالبلدين:
- آندي وارهول (فناناً أمريكياً، 6 أغسطس 1928[28][29][30] – 22 فبراير 1987[29][30][31])
- أنجلينا جولي (ممثلة أمريكية، ومخرجة أفلام، وكاتبة سيناريو، 4 يونيو 1975[32] – )
- إدوارد تيلر (15 يناير 1908[33][34][35] – 9 سبتمبر 2003[33][34][35])
- بول نيومان (ممثل ومخرج سينمائي أمريكي، 26 يناير 1925[36][37][38] – 26 سبتمبر 2008[36][37][38])
- جون بون جوفي (2 مارس 1962[39][40][41] – )
- جون فويت (ممثل أمريكي، 29 ديسمبر 1938[42][43][44] – )
- جيم كافيزل (ممثل أمريكي، 26 سبتمبر 1968[45][46] – )
- دوغلاس أوشيروف (فيزيائي أمريكي، 1 أغسطس 1945[47] – )
- ديف غرول (14 يناير 1969[48] – )
- يوجين سيرنان (رائد فضاء أمريكي، 14 مارس 1934[49][50][51] – 16 يناير 2017[50])

## وصلات خارجية
- موقع وزارة الخارجية الأمريكية
- موقع وزارة الخارجية السلوفاكية